# Semiothisa suffusata
Semiothisa suffusata är en fjärilsart som beskrevs av Mcdunnough 1939. Semiothisa suffusata ingår i släktet Semiothisa och familjen mätare. Inga underarter finns listade i Catalogue of Life.